# Zimmerwaldi konferencia

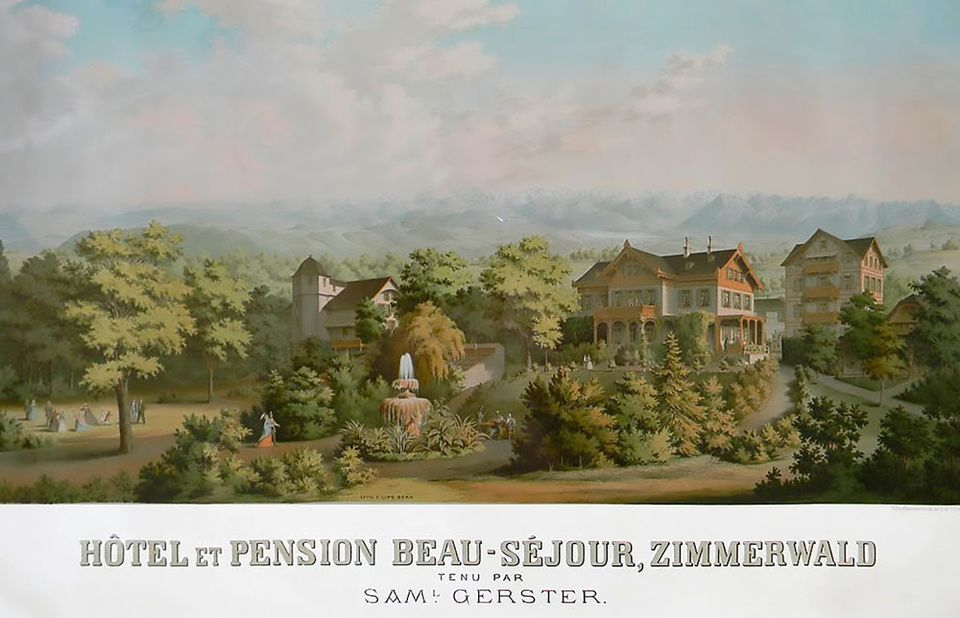
Színes litográfia a zimmerwaldi Beau Séjour Hotelről, ahol a delegációk megszálltak

A zimmerwaldi konferencia (1915. szeptember 5. és 8. között) a II. Internacionálé háborúellenes csoportjainak első nemzetközi találkozója a svájci Zimmerwald faluban, 11 ország (Oroszország, Lengyelország, Olaszország, Svájc, Bulgária, Románia, Németország, Franciaország, Hollandia, Svédország, Norvégia) 38 delegátusának részvételével. A forradalmi internacionalisták, akiket Vlagyimir Iljics Lenin vezetett, kemény harcot vívtak a konferencia centrista többsége ellen.
A konferencia által elfogadott nyilatkozat a két álláspont közötti kompromisszum eredménye volt. Leleplezte az első világháború imperialista jellegét, elítélte a szociálsoviniszták magatartását, a háborús hitelek megszavazását és részvételüket a burzsoá kormányokban. Felhívta az európai népeket a háború elleni harcra, de nem foglalta magába az imperialista háború polgárháborúvá való átalakulásának lenini jelszavát.
A háborúellenes mozgalom első lépését jelentette; egyik legfontosabb eredménye volt az úgynevezett zimmerwaldi baloldal kialakulása, amelyhez a bolsevikokon kívül a német, lengyel, svéd, svájci és norvég baloldali szocialisták csatlakoztak. Csoportjuk, amely az 1916-os kienthali konferencián számbelileg és megszilárdította befolyását, 1919-ben egyik jelentős alapja volt a Kommunista Internacionálé megalakulásának.